# 尕马吉遗址
尕马吉遗址，位于中国青海省互助县林川乡许家村，为青海省市县级文物保护单位，公布日期为1983年10月12日，类型为古遗址。
尕马吉遗址的历史年代为青铜时代、卡约文化。